# Mirafra
Mirafra es un género de aves paseriformes perteneciente a la familia Alaudidae.
Son pájaros terrestres de talla pequeña o mediana (de 10 a 23 cm) y plumaje muy llamativo, en tonos marrones. La uña del dedo posterior es habitualmente larga y recta; la forma y el tamaño del pico varía mucho de unas especies a otras.
Son característicos de las zonas áridas o semiáridas, y muy comunes en las áreas cultivadas. Se alimentan de insectos y semillas.

## Especies
Este género contiene las siguientes especies:
- Alondra Chonay  – Mirafra passerina Gyldenstolpe, 1926
- Alondra cantarina – Mirafra cantillans Blyth, 1845
- Alondra de Java – Mirafra javanica Horsfield, 1821
- Alondra melodiosa – Mirafra cheniana A. Smith, 1843
- Alondra coliblanca – Mirafra albicauda Reichenow, 1891
- Alondra del Kordofán – Mirafra cordofanica Strickland, 1852
- Alondra de Williams – Mirafra williamsi Macdonald, 1956
- Alondra de Friedmann – Mirafra pulpa Friedmann, 1930
- Alondra alirroja – Mirafra hypermetra (Reichenow, 1879)
- Alondra somalí – Mirafra somalica (Witherby, 1903)
- Alondra de Ash – Mirafra ashi Colston, 1982
- Alondra nuquirrufa – Mirafra africana A. Smith, 1836
- Alondra angoleña – Mirafra angolensis Bocage, 1880
- Alondra aplaudidora canela – Mirafra rufocinnamomea (Salvadori, 1865)
- Alondra aplaudidora de El Cabo – Mirafra apiata (Vieillot, 1816)
- Alondra aplaudidora oriental - Mirafra fasciolata (Sundevall, 1850)
- Alondra acollarada – Mirafra collaris Sharpe, 1896
- Alondra india – Mirafra erythroptera Blyth, 1845
- Alondra de Assam – Mirafra assamica Horsfield, 1840
- Alondra rufa – Mirafra rufa Lynes, 1920
- Alondra de Gillett – Mirafra gilletti Sharpe, 1895
- Alondra de Jerdon – Mirafra affinis Blyth 1845
- Alondra birmana – Mirafra microptera Hume, 1873
- Alondra indochina – Mirafra erythrocephala Salvadori y Giglioli, 1885